# Омогліф

Приклад. Омогліфи малої латинської літери А (Unicode 0061) і математичної літери А (Unicode 1D5BA) взаємно практично накладаються

Омо́гліф (від дав.-гр. ὁμός — «однаковий», і грец. γλυφή, «знак», «риска», «різьблене письмо») — типографічний термін. Омогліфи — графічно і візуально одинакові або схожі один на одного знаки (літери), що мають різне значення.
Велику літеру О, приміром, і цифру 0 в тексті досить легко можна переплутати.  Омогліфи можуть виникати при спільному, «міксованому» використанні  літер з різних абеток одночасно. Латинська літера H (xa), кирилична — Н (ен) і літера Η (ета) грецької абетки візуально практично не відрізняються, а в де-яких шрифтах вони абсолютно однакові на вигляд.  Велика кількість омогліфів, запозичених з інших абеток міститься в абетці черокі. Її автор, ймовірно, з самого початку запозичив їхні  літерні знаки для нової системи письма. При цьому, він надав їм зовсім іншого фонетичного наповнення.

Змістовно близьким, певною мірою, є термін «омографи» що використовується для характеристики цілих слів чи форм слів, різних за значенням і звучанням, але однакових за написанням. Омографи вирізняють зазвичай за наголосом.

## Проблема омогліфів в наукометриці
Проблема омогліфів має особливу актуальність в науковому середовищі. Комбінація кириличних (і не тільки) символів з літерами латинської абетки в цілісних лексичних формах (окремих словах, прізвищах авторів, географічних назвах, назвах установ, списках пристатейної бібліографії тощо) наукових текстів має відчутні негативні наслідки. Такі «літерні мікси» призводять до того, що їх не розпізнають програмні пошукові роботи (краулери). В результаті некоректного розпізнавання виникають істотні похибки в оцінюванні внеску окремих науковців, індексування авторів, статей та некоректної оцінки наукометричної присутності як окремих вчених, так і цілих наукових видань та організацій.

## Синогліфи
Термін «омогліф» змістовно протилежний  терміну «синогліф».

Синогліфи — це знаки, що мають однакове або ж схоже значення, проте різняться графічно. Зіставлення синогліфів може мати особливе значення при вивченні мов, які можуть в письмі застосовувати різні абетки, такі, як, наприклад, санскрит і палі.